# Altocolony no Teiri
Altocolony no Teiri (яп. アルトコロニーの定理 Арутокорони: но тэири, «Теорема альтколонии») — пятый альбом японской рок-группы RADWIMPS, выпущенный 11 марта 2009 года. Альбому предшествовал сингл «Order Made», выпущенный в начале 2008 года и ставший первым синглом группы, который занял первое место в чарте Oricon. Альбом стал коммерчески успешным, получив платиновую сертификацию RIAJ, а критики отметили успешный рост экспериментального звучания группы.

## Об альбоме
Запись альбома длилась 3 года, начавшись в 2007 году после тура Radwimps Tour 2007 "Harumaki". Процесс записи был постепенным, группа писала музыку не думая о конкретной дате выхода. Концепция альбома была реализована в мае 2008 года, а значительная часть материала была записана в октябре. Первоначальным планом было выпустить альбом до конца 2008 года, однако это не было достигнуто. Позже Ёдзиро Нода извинился за поздний выход альбома.
«Order Made» стала первой завершенной песней альбома и была выпущена в качестве сингла в январе 2008 года. Автор песен и вокалист Ёдзиро Нода чувствовал, что она была чрезвычайно важной, подтвердив его способность писать хорошие слова для песен. «Nazonazo» была записана за 3 дня, в период с 23 по 25 декабря 2008 года. «Sakebe» была написана в 2009 году, во время последних стадий записи альбома. Песни с альбома были созданы не так, как прошлые композиции. Прежде, Нода писал песни за короткий промежуток времени, однако в этом альбоме у него было много времени, чтобы всё обдумать. Для каждого звука в альбоме было обоснование, почему он находился там.
Для названия группа отошла от стиля наименования своих прошлых альбомов, в которых сначала шло название группы и порядковый номер с последующим подзаголовком. Это изменение было сделано для того, чтобы показать, как изменилось настроение группы между этим альбомом и Radwimps 4. Название альбома, Altocolony no Teiri, началось со слова «teiri» (яп. 定理 тэири, теорема), которое Нода интерпретирует как ключ к проблеме, как теорема в математике является утверждением, которое верно на основе предыдущих математических доказательств. Полностью прослушав готовый альбом, Нода чувствовал, что альбом был теоремой, которая объясняла его самого, что альбом был решением всех его переживаний и замешательств, которые стояли перед ним во время написания песен. В Altocolony, alto является вокальным диапазоном, так как многие песни спеты именно в нём. Нода выбрал альт как часть заголовка альбома, чтобы выразить своё счастье от того, что начинает создавать музыку с разными голосовыми регистрами. Colony ссылается на биологические скопления, поскольку Нода чувствовал, что у альбома была объединённая атмосфера.
В песне «Nanoka» представлен хор из 16 голосов, повторяющих припев, однако все записанные голоса в песне принадлежат Ноде. Эффект хора был создан Нодой, который стоял в записывающей студии в разных позициях относительно микрофона, а также меняя стиль и принимая образ другого человека для каждого голоса. Песня «Magic Mirror» была выбрана в качестве 11-го трека из-за того, что цифра «1», повторённая дважды в числе «11», похожа на отражение в зеркале.
Альбом содержит 13 композиций, восемь из которых спеты полностью на японском языке, две на английском языке и три преимущественно на японском с английскими частями.

## Продвижение и релиз
За год до выхода альбома был выпущен сингл «Order Made», ставший на тот момент их самой коммерчески успешной песней, а также первым синглом группы, который занял первое место в чарте Oricon. Группа провела в 2008 году четыре главных концерта: один на фестивале Setstock в июле, один специальный концерт Radwimps Live 2008: Order Made Live в Namura Hall Окинавы 31 июля, и два концерта на Summer Sonic Festival в середине августа.
7 января 2009 года группа выпустила песни «Oshakashama» и «Amaotoko» в качестве рингтонов, а 21 января были выпущены их полные версии для загрузки на телефоны. Композиция «Tayuta» была выпущена в виде рингтона и цифровой загрузки на телефоны 11 февраля.
Кроме видеоклипа на песню «Order Made», было сделано ещё три музыкальных видео на «Oshakashama», «Sakebe» и «Tayuta», а режиссёром всех трёх видеоклипов стал Ясунори Какэгава. Кроме того, графический дизайнер Тэцуя Нагато, который также нарисовал обложку альбома, работал над режиссированием «Oshakashama». Видеоклипы были записаны в период с середины по конец января 2008 года. Во время продвижения альбома были выпущены только видео на «Oshakashama» и «Tayuta», а видеоклип на «Sakebe» вышел лишь 6 апреля, первый день тура в поддержку альбома.
Тур «Irutocolony Tour 09» проходил с апреля по июнь 2009 года. В это время группа гастролировала по музыкальным клубам Японии, дав 31 выступление.
Официальная партитура альбома была выпущена 29 сентября 2009 года.

## Отзывы критиков
| Оценки критиков | Оценки критиков |
| Источник        | Оценка          |
| --------------- | --------------- |
| AllMusic        | [ 23 ]          |
| CDJournal       | положительно    |
| Hot Express     | положительно    |
| Rockin'On Japan | положительно    |
| Vibe            | положительно    |
| What's In?      | положительно    |

Альбом получил очень положительные отзывы критиков, а Хироки Ёкуяма из журнала Rockin'On Japan даже назвал альбом «шедевром». Многие критики отметили экспериментальный характер альбома, а также увеличение широты музыкального звучания группы. Критики были впечатлены внимательной аранжировкой песен, включая быстрые рэп-вокалы, простое блюзовое звучание, переходящее в хоровый звук в «Nanoka», а также первым экспериментом группы с электронными ритмами в песне «Nazonazo». Алексей Ерёменко из AllMusic отметил, что широкий диапазон влияний был удержан вместе «мелодичными, преимущественно чистыми фактурами гитары, высоким, но отлично контролируемым голосом Ёдзиро Ноды, а также общим настроением песен». Сота Хори с Vibe отметил, что стиль группы изменился по сравнению с предыдущими альбомами, однако чувствовал, что новые композиции всё еще ощущались как настоящие песни RADWIMPS, и что процесс роста ощущался естественным. Хори также отметил рассеянный характер стилей альбома. Так же считал и Такахиро Ояма из What's In?, отмечая, что у группы уже было отчётливое звучание, но Altocolony no Teiri был выстроен на этом звуке еще дальше.
Журнал CDJournal описал ведущий сингл «Order Made» как «очень уникальный», охарактеризовав его как обладающий звучанием английской народной музыки. Такаси Оно из What's In? отметил похожую на «Сказки Матушки Гусыни» особенность повествования песен, а также похвал «чистые чувства» и нежный вокал на фоне иногда агрессивного исполнения.
Тексты песен Ноды были часто отмечены в отзывах. Дзюн Ямамото из Hot Express чувствовал, что они были острыми и обладали опасной чувствительностью, в то время как Хироки Ёкуяма из Rockin'On Japan хвалил то, как умело слова Ноды могут вовлечь слушателя. Хори чувствовал, что слова песен произведут на слушателей теплое впечатление. Ояма считал, что мировоззрение Ноды, представленное в его текстах, развилось в этом альбоме.
Альбом, особенно песни «Order Made» и «Oshakashama», выиграл несколько наград. Музыкальный видеоклип на песню «Order Made» выиграл в номинации «Best Rock Video» на MTV Video Music Awards Japan 2008, а также в номинации «Best Your Choice» и «Best Rock Video» на Space Shower Music Awards в 2009 году. Песня «Oshakashama» выиграла на FM Festival «Life Music Award 2009» в номинации «Best Lyric of Life», видеоклип на неё выиграл в номинации «Best Your Choice» на Space Shower Music Awards в 2010 году, а также номинирован на MTV World Stage VMAJ 2010 в категории «Best Rock Video», однако выиграть не смог. Альбом был выбран как лучший альбом года на FM Festival «Life Music Award 2009» и был номинирован на лучший альбом года по версии работников магазинов CD дисков на CD Shop Awards.

## Коммерческий успех
Альбом дебютировал на втором месте в еженедельном чарте альбомов Oricon. В первую неделю было продано 213 000 экземпляров. Релиз заставил все альбомы группы вернуться в чарты. За неделю до его выхода, Radwimps 3 и Radwimps 4 находились в чарте в районе 200 позиций, однако во время выхода альбома, Radwimps 4 поднялся на 84 место, а Radwimps 3 на 130, продавшись соответственно втрое и вдвое больше, чем неделю ранее. Также во время релиза в чарты вернулись Radwimps и Radwmips 2, на 180 и 195 место соответственно. По итогам 2009 года, Altocolony no Teiri занял 19 место в списке самых продаваемых альбомов года, и 9 место среди рок-исполнителей.
После выхода альбома песня «Oshakashama» получила золотую сертификацию RIAJ в июле 2009 года за 100 000 платных загрузок на телефоны.

## Список композиций
| №                   | Название                                   | Длительность |
| ------------------- | ------------------------------------------ | ------------ |
| 1.                  | «Tayuta» (タユタ)                          | 3:04         |
| 2.                  | «Oshakashama» (おしゃかしゃま)             | 3:48         |
| 3.                  | «Bagpipe» (バグパイプ)                     | 2:45         |
| 4.                  | «Nazonazo» (謎謎)                          | 5:46         |
| 5.                  | «Nanoka» (七ノ歌)                          | 6:33         |
| 6.                  | «One Man Live»                             | 4:41         |
| 7.                  | «Socratic Love» (ソクラティックラブ)       | 3:51         |
| 8.                  | «Märchen to Gretel» (メルヘンとグレーテル) | 4:47         |
| 9.                  | «Amaotoko» (雨音子)                        | 3:49         |
| 10.                 | «Order Made» (オーダーメイド)              | 5:57         |
| 11.                 | «Magic Mirror» (魔法鏡)                    | 3:17         |
| 12.                 | «Sakebe» (叫べ)                            | 4:53         |
| 13.                 | «37458» (みなしごはっち)                   | 6:19         |
| Общая длительность: | Общая длительность:                        | 59:30        |

## Позиции в чартах
| Чарт (2010)                 | Высшая позиция |
| --------------------------- | -------------- |
| Еженедельные альбомы Oricon | 2              |
| Ежегодные альбомы Oricon    | 19             |

## Продажи и сертификации
| Чарт                      | Количество          |
| ------------------------- | ------------------- |
| Физические продажи Oricon | 343 000             |
| Сертификация RIAJ         | Platinum (250 000+) |